# Fregidora

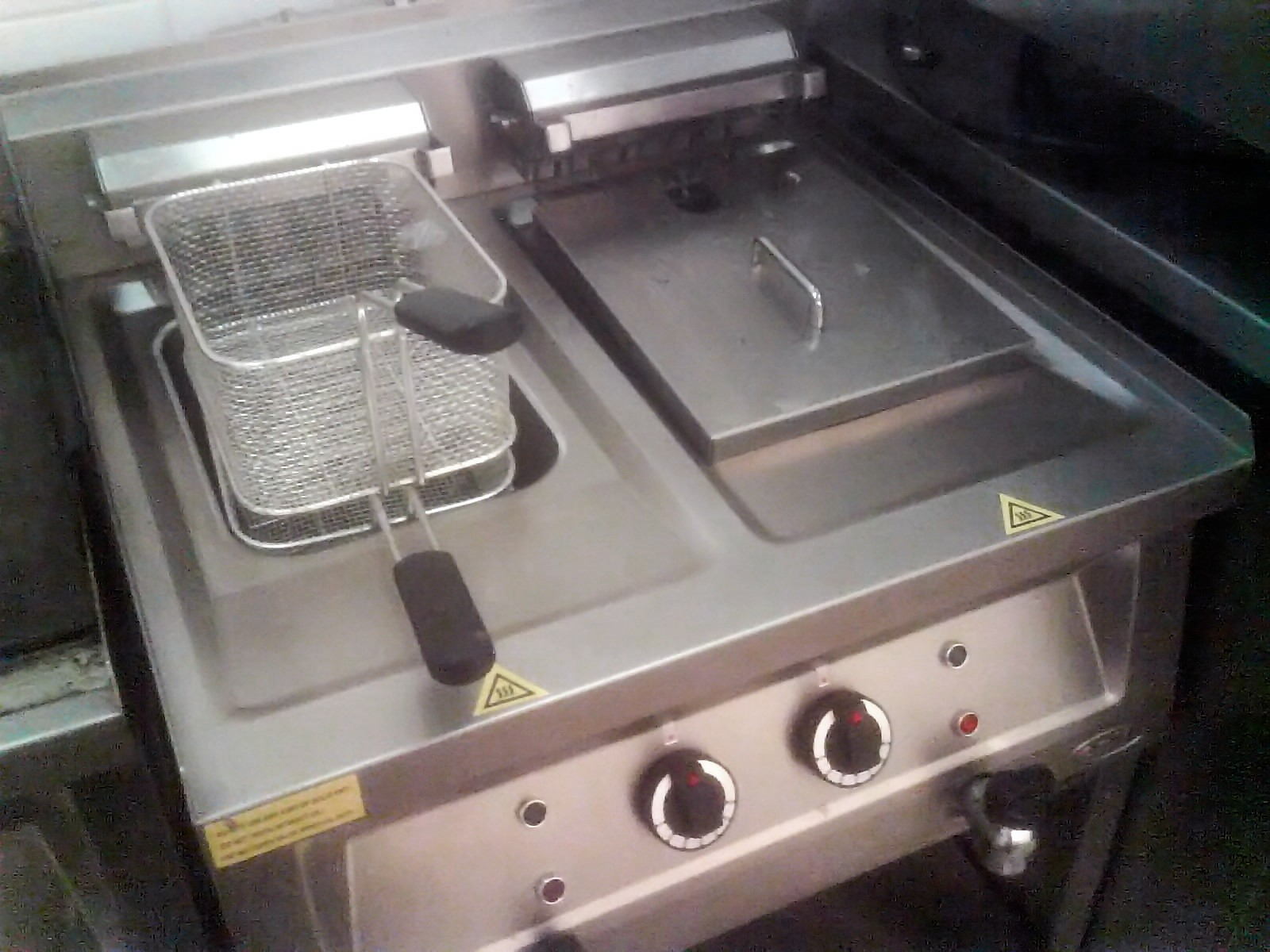
Fregidora industrial.

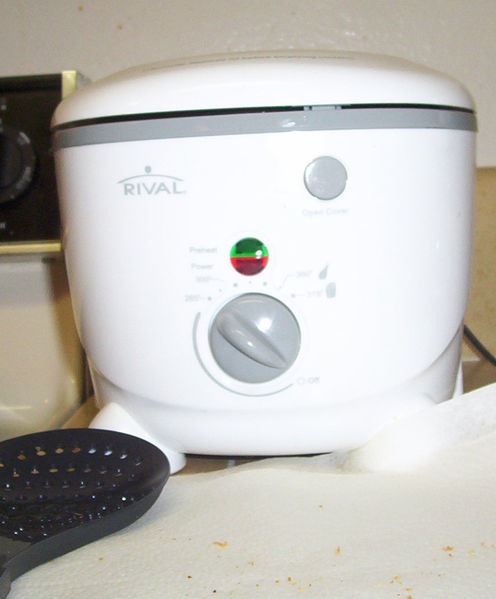
Fregidora domèstica.

Una fregidora és un electrodomèstic usat en la cuina per fregir aliments. Existeixen versions industrials, així com variants domèstiques. El sistema de fregit amb paella i cistella ja és informat durant l'època de Roma.

## Característiques
La base de les fregidores modernes és la conversió de la paella en un recipient contenidor d'oli que s'acobla a l'estructura que conté el sistema d'escalfament. Les fregidores modernes compten amb una cistella per treure els aliments de l'oli i escorre'ls. La cistella i la cubeta de l'oli tenen un volum proporcional a la quantitat d'aliment que hi cap. També poden incloure un cronòmetre amb alarma audible, mecanismes automàtics per elevar i submergir el cistell en l'oli, dispositiu per evitar que les restes de farina i arrebossat es cremin en el fons de la cubeta, sistemes de ventilació per mitigar l'olor, filtres d'olis per ampliar la seva vida útil i controls de temperatura mecànics o electrònics. Segons el tipus d'oli, volum i tipus d'aliment, les temperatures usuals de les fregidores són de 175 a 190º

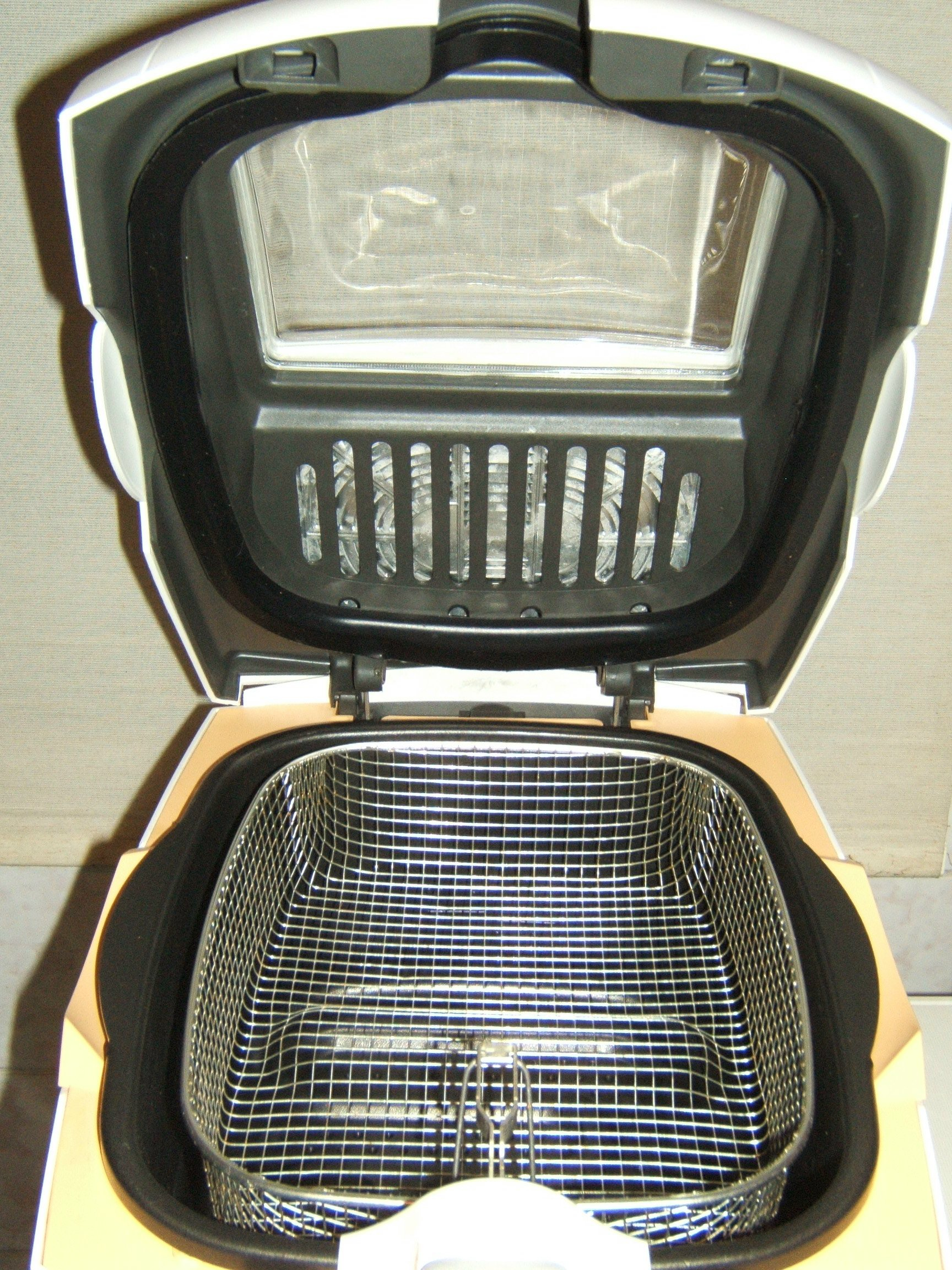
Fregidora oberta que mostra la cistella d'acer inoxidable, la tapadora, amb un sector transparent per veure-hi l'aspecte dels aliments i una reixa amb filtre per minvar la quantitat de fums greixosos que embruten les superfícies de la cuina.

## Construcció
Les fregidores modernes han millorat l'eficiència energètica gràcies a la millora dels sistemes de transferència de calor. Els models comercials amb sistemes infraroigs o de convecció són eficients però cars, pel que són més comuns les fregidores elèctriques o a gas.
Els models elèctrics són populars al mercat domèstic per la seva mobilitat. Perden una mica menys de calor que les de gas perquè els elements tèrmics estan submergits en l'oli, i té un temps de recuperació de la temperatura menor entre cicles de fregit. Els models de gas s'escalfen més ràpidament i assoleixen majors temperatures de treball, podent ser alimentats amb gas natural o propà, fonts energètiques generalment més barates que l'electricitat, el que fa a aquestes fregidores més populars en entorns industrials.
Les fregidores professionals solen fabricar-se en acer dolç o inoxidable, sent aquest últim més resistent a la corrosió i les taques. A més, l'acer dolç també es dilata més amb la calor, la qual cosa pot fer malbé l'aparell amb el temps.
Existeixen fregidores amb una gran varietat de cubetes. Alguns models compten amb una «zona freda» en el fons de la cubeta, on es dipositen els trossos que es desprenen dels aliments, evitant-se així que es carbonitzin i embrutin l'oli. Les fregidores amb escalfadors tubulars tenen una gran zona freda perquè els tubs estan una mica elevats del fons de la cubeta, deixant un generós espai d'oli més fred. Això resulta particularment útil en fregir elements molt arrebossats. Les fregidores amb escalfadors tubulars són més difícils de netejar que les obertes, però permeten un millor accés a la font de calor i solen ser menys cares. Els models de cubeta oberta tenen una font de calor externa, que fa que la seva neteja sigui més còmoda i dona un millor accés a l'oli, però solen disposar d'una zona freda menor, per la qual cosa les partícules que es desprenen poden cremar-se i embrutar l'oli. Tanmateix, aquestes fregidores funcionen molt bé per als aliments poc arrebossats. Les fregidores de fons pla, una variant de les de cubeta oberta, també poden ser difícils de netejar i manquen de zona freda, però són molt efectives per fregir massa.

## Control de temperatura
Molts models de fregidores modernes inclouen controls de temperatura electrònics, que permeten estalviar energia en monitorar i ajustar constantment la temperatura de l'oli. Un termòstat d'alta qualitat pot mantenir la temperatura en un rang de 2 °C, assegurant temps de fregit precisos. Els termòstats de seguretat que tallen l'alimentació elèctrica automàticament si l'oli assoleix temperatures perilloses ajuden a prevenir incendis.
En models recents es fa esment de la conveniència de no superar les temperatures aconsellades per evitar formació de substàncies amb risc de toxicitat. Per exemple algunes fregidores domèstiques s'aconsella fregir aliments amb alt contingut de midó com les creïlles a temperatura que no excedeixi els 170 graus centígrads perquè el nivell d'acrilamida en l'aliment no sigui superior al considerat innocu.

## Filtrat de l'oli
Un sistema de filtrat d'oli, tractament químic o pols de terra de diatomea ajuda a eliminar les petites partícules de menjar que no sempre són visibles. L'ús d'aquests sistemes duplica la vida de l'oli. Els sistemes de filtrat poden adquirir-se o veure's integrats a la fregidora per evitar realitzar manualment el procés relativament perillós de filtrar l'oli a un sistema extern. Molts restaurants usen un sistema de filtrat portàtil o un shortening shuttle per transportar l'oli rebutjat a una zona d'abocament. Tanmateix, ni tan sols l'oli vell no és completament inútil. Hi ha mètodes (químics i mecànics) per reciclar l'oli usat com a biodièsel apte per a vehicles dièsel.

## Fregidores d'aire
Una fregidora d'aire és un petit forn portàtil de convecció dissenyat per simular la fregida sense submergir els aliments en oli. Un ventilador fa circular aire calent a gran velocitat, produint una capa cruixent mitjançant reaccions d'enrossament com la reacció de Maillard. La quantitat d'oli necessària és molt menor que les fregidores d'immersió, ja que el corrent d'aire arrossega petites gotes que mullen la superfície de l'aliment a fregir.